# Палковлевич, Бошко
Бошко «Пинки» Палковлевич (серб. Бошко «Пинки» Палковљевић; 14 декабря 1920, Манджелос — 10 июня 1942, Мала-Ремета) — югославский студент, участник Народно-освободительной войны Югославии. Народный герой Югославии.

## Биография
Родился 14 декабря 1920 в деревне Манджелос близ Сремске-Митровице. Окончил профессиональное техническое училище Нови-Сада. В молодости вступил в Союз коммунистической молодёжи Югославии, в 1940 году возглавил её отделение в училище. Был инициатором акции протеста учеников против насилия и телесных наказаний со стороны преподавателей. Позднее был арестован, хотя даже из тюрьмы умудрился отдать указание о забастовке на текстильном заводе. Провёл в тюрьме два месяца и вскоре был отпущен из-за отсутствия доказательств.
Бошко вступил добровольцем в югославскую армию в апреле 1941 года, следуя призыву Коммунистической партии Югославии, однако попал в плен. Во время перехода в лагерь и остановки в Руме он сбежал, захватив с собой самодельную бомбу во время разгрузки боеприпасов, а с импровизированного аэродрома в селе Велики-Радинци успел украсть винтовку и отправился в партизанский лагерь на горе Фрушке. В рядах партизан он получил прозвище «Пинки» (серб. Пинки), став одним из известнейших диверсантов НОАЮ.
Пинки был одним из организаторов побега 32 заключённых из тюрьмы в Сремске-Митровице. Именно он выводил всех заключённых на Фрушку гору из подземного канала. Четверо из них остались на горе, остальные отправились в Сербию: Бошко их сопровождал до Богатича, где их приняли партизаны Мачванского отряда.
Первый свой поезд Палковлевич взорвал недалеко от Срема, используя самодельную бомбу. В тот же день он произвёл и подрыв моста через реку Босут, воспользовавшись нерасторопностью стражи. Дело происходило так: Пинки, несмотря на наличие охраны моста, решил попытаться подорвать стратегически важный объект. Для этого он переоделся в форму солдата хорватского домобранства, подошёл к охраннику и попросил у него дать закурить. Тот, завидев незнакомого солдата, пригласил его в казармы. Пинки, зайдя туда, сразу же застрелил охранника, а затем прикончил и второго, который выскочил из соседних бараков. Спустя десять минут он установил бомбу и подорвал мост.
Бошко стал первым партизанским курьером из Срема, который доложил Верховному штабу НОАЮ о начале партизанских действий в Воеводине после наступления немцев на Бихач. С декабря 1941 по январь 1942 Пинки вёл разведку местности и отслеживал движение неприятельских войск. Несколько раз он попадался четникам, но успевал избавиться от их преследования и выполнить все свои задания. Благодаря его стараниям Верховное командование партизанских войск установило связь с партизанами Срема.
10 июня 1942 года Пинки, возвращаясь после очередной операции по подрыву моста на дороге Рума — Велики-Радинцы, задержался в деревне Мала-Ремета. Утром в деревню ворвались немцы, и люди в панике стали разбегаться. Бошко открыл огонь по немецким солдатам, пытаясь задержать их и дать мирным жителям сбежать в лес, чтобы укрыться. При попытке прорваться в тот же лес он был сражён насмерть пулемётной очередью.
Посмертно Бошко Палковлевич был награждён званием Народного героя Югославии 25 октября 1943. После войны его перезахоронили на памятном кладбище в Сремске-Митровице вместе с соотечественниками, которые также стали Народными героями — Янко Чмеликом, Пайо Баичем и Велько Пауновичем. В память этого югославского партизана были названы две школы в Нови-Саде и Старе-Пазове, а также спортивный комплекс в Земуне.